# Empresa conjunta

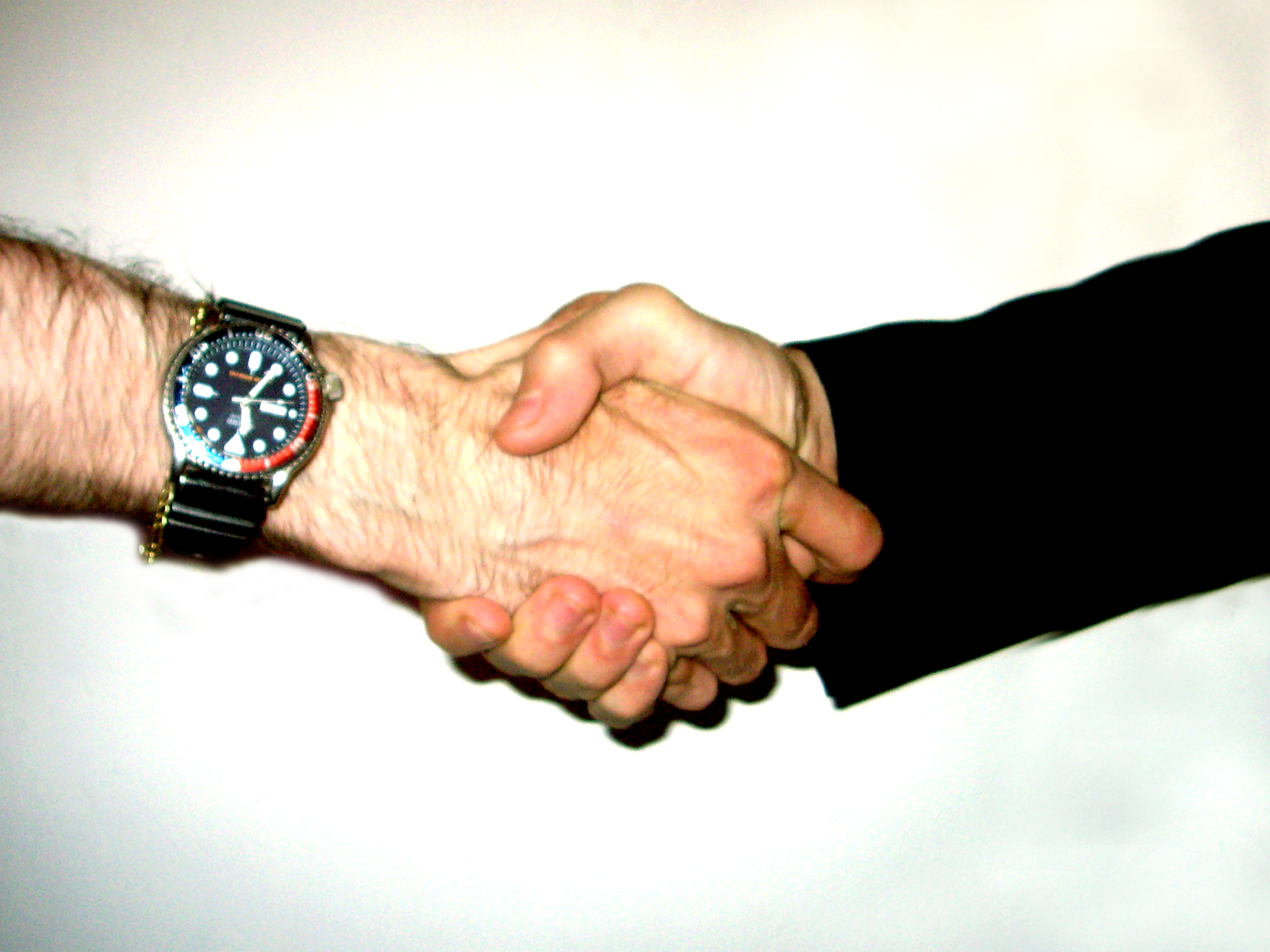
Saludo de manos

Una empresa conjunta o consorcio (también denominada con el anglicismo joint venture) es un tipo de acuerdo comercial de inversión conjunta a largo plazo entre dos o más personas (habitualmente personas jurídicas o comerciantes), a quienes se les denomina venturers o socios. Una joint venture no tiene por qué constituir una compañía o entidad legal separada. También se conoce como «riesgo compartido», debido a que dos o más empresas se unen para formar una nueva en la cual se usa un producto tomando en cuenta las mejores tácticas de mercado. Estas mantienen su autonomía, y estratégicamente se utilizan para crear una nueva marca o una nueva entidad. El objetivo de una «empresa conjunta» puede ser muy variado, desde la producción de bienes o la prestación de servicios hasta la búsqueda de nuevos mercados o el apoyo mutuo en diferentes eslabones de la cadena de un producto. Se desarrolla durante un tiempo limitado, con la finalidad de obtener beneficios económicos para su desarrollo.
Para la consecución del objetivo común,  varias empresas se ponen de acuerdo en hacer aportaciones de diversa índole a ese negocio común. La aportación puede consistir en materia prima, capital, tecnología, conocimiento del mercado, ventas y canales de distribución, personal, financiamiento o productos. En otras palabras, se intercambia: capital, recursos o el simple know-how (es decir, la experiencia). Dicha alianza no implicará la pérdida de la identidad e individualidad como persona jurídica.

## Etimología y uso
Las dos palabras inglesas que conforman el término joint venture significan, traducidas literalmente, "conjunto" o "unión" y "ventura" o "riesgo", respectivamente. Este extranjerismo no está recogido por el Diccionario de la lengua española de la Real Academia Española, pero sí aparece en obras especializadas, como el Diccionario de términos de la banca, con el significado de "dos empresas que se unen para un negocio común". Se emplea con frecuencia en prensa especializada. La Fundéu recomienda sustituirlo por los términos filial conjunta, empresa conjunta o negocios en común.

## Características

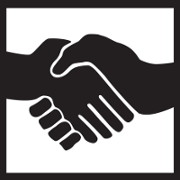
Acción de saludo de manos

La idea base de formar una joint venture es el unir conocimiento, aptitudes y recursos, compartiendo a su vez las ganancias y los riesgos.
No existen requisitos sobre la forma de actuar conjuntamente. Las empresas pueden firmar un contrato de colaboración (también contrato de asociación), constituir una UTE (reconocidas por el Derecho español y argentino) o incluso una sociedad participada por ambas.
Este tipo de asociaciones suelen establecerse a mediano o largo plazo, toda vez que los objetivos que buscan no son sencillos de alcanzar y requieren mucha planeación y ejecución, por lo que hacerlo a corto plazo representaría demasiados costos y las pocas probabilidades de su realización.
Es característica distintiva de una joint venture el que sus integrantes mantienen su identidad e independencia para con ella, así como para con los demás venturers, no existe ni fusión ni absorción para implementarla, salvo que ese haya sido uno de los compromisos conjuntos pactados entre las partes. La joint venture también puede darse en el caso de que los venturers se unan solo para la creación de un nuevo producto o la agilización de una línea de ensamblaje.
La diferencia entre una joint venture y una fusión es que en el caso de la joint venture, las empresas A y B se juntan para crear una empresa C; existen ahora tres empresas; a este fenómeno se le identifica como una joint venture corporativa o incorporada. En cambio, en una fusión (merger, en inglés), la empresa A (fusionada) se fusiona con la empresa B (fusionante); existe, a partir de entonces, solamente la empresa fusionada.
En una empresa conjunta, los socios suelen seguir operando sus negocios o empresas de manera independiente. La empresa conjunta supone un negocio más, esta vez con un socio, cuyos beneficios o pérdidas reportarán en la cuenta de resultados de cada uno en función de la forma jurídica con la que se haya estructurado la propia empresa conjunta.
Se debe aclarar si una joint venture implica solamente la sociedad estratégica entre empresas de generación privada o si el concepto puede aplicarse a empresas privadas en conjunto con organizaciones de la administración pública de orden nacional, provincial o municipal. Si esto es posible, la integración de capitales privados con inversión pública acarrearía beneficios de características imponderables para los estados, especialmente cuando estas acciones conjuntas tengan lugar en el área de la ciencia y la tecnología.

## Motivos para constituir una empresa conjunta
Hay muchas ventajas que contribuyen a convencer a las compañías para realizar empresas conjuntas: el compartir costos y riesgos de los proyectos que estarían más allá del alcance de una sola empresa. Son muy importantes las empresas conjuntas en aquellos negocios en los que hay necesidad de fuertes inversiones iniciales para comenzar un proyecto que reportará beneficios a largo plazo (como, por ejemplo, el sector petrolífero o algunas grandes obras). 
Para las firmas pequeñas, medianas y grandes, la empresa conjunta ofrece una oportunidad de actuar de forma conjunta para superar barreras, incluyendo barreras comerciales en un nuevo mercado o para competir más eficientemente en el actual. Es muy habitual, por tanto, encontrar la creación de empresas conjuntas para acceder a mercados extranjeros que requieren de importantes inversiones y de un know-how específico del país en el que se intenta entrar (para lo cual uno de los socios suele ser una empresa nacional que conozca el mercado, y el otro aquel que pretende introducir sus productos).